# 洋后镇
洋后镇是中国福建省南平市延平区下辖的一个镇。

## 名称由来
镇政府驻地在洋后村，因驻地得名。

## 行政区划
洋后镇共辖10个行政村，分别是：
洋后村、南新村、大演村、中洋村、坑门村、王乾村、后坪村、大禄村、良坑村、浮山村。